# سبخة الكرزية
سبخة الكُرْزِيّة هي سبخة تقع في ولاية زغوان من الشمال الشرقي التونسي، شمال غربي مدينة الفحص.
| سبخة الكرزية |